# Anksiolitici
Anksiolitici (lat. anxius: tjeskoban + grč. λυτıϰός: koji opušta, koji razrješava) su lijekovi koji otklanjaju osjećaj straha i napetosti te izazivaju osjećaj zadovoljstva i uravnoteženosti.

Koriste se za simptomatsko liječenje anksioznosti. 
Anksiolitke, zajedno sa sedativima i hipnoticima, ubrajamo u depresore središnjeg živčanog sustava. 

Iako su anksioliza, sedacija i hipnoza tri različita učinka, oni se često odnose na jedno te istu skupinu lijekova čiji učinak ovisi o dozi.

Primjerice, benzodiazepini u pravilu pri niskim dozama djeluju kao anksiolitici, pri srednjim dozama kao sedativi, a pri još višim dozama kao hipnotici.

## Podjela
- Benzodiazepini
- Barbiturati
- Derivati difenilmetana (Antihistaminici)
  - Hidroksizin
- Karbamati
  - Meprobamat
- Derivati azaspirodekandiona (5-HT1A agonisti)
  - Buspiron
  - Gepiron